# El furor de la codicia
El furor de la codicia (título original: Le casse) es una película francesa de acción de cine negro de 1971 dirigida por Henri Verneuil y protagonizada por Jean-Paul Belmondo y Omar Sharif. 
Es una adaptación de una novela de David Goodis que ya había sido llevada al cine en 1957 por Paul Wendkos.

## Argumento
Una banda de ladrones profesionales, encabezada por Azad, luego de dejar bien atado al mayordomo de una casa-finca, ejecutan un eficaz robo por la noche en Grecia tras el cual consiguen apoderarse de una colección de esmeraldas que estaban en esa casa en una caja fuerte y que tiene un valor de un millón de dólares. Sin embargo, el corrupto inspector de policía Abel Zacharia, que casualmente estuvo allí, aparece durante el robo atraído por un ruido causado por el mayordomo, que se percató de su presencia, y aunque pueden mantener ante él la tapadera respecto a lo que están haciendo, él comprende de inmediato lo que debe estar ocurriendo.
Por ello, una vez habiendo tenido la confirmación al respecto más tarde, cuando ya se fueron, él decide cazarlos, pero no para recuperar las esmeraldas para los dueños, que le han prometido por ellas una buena recompensa, sino para tenerlos todas para él. Mientras tanto, Azad consigue esconder bien las esmeraldas en el puerto hasta que la banda pueda dejar el país por barco. Después de ello, sin embargo, aparece Zacharia con sus intenciones.  
De esa manera empieza una lucha mortal por esas esmeraldas, en la que Zacharia, en su codicia, no duda incluso en asesinar a un miembro de la banda y torturar a otro para conseguirlas. Para ello, Zacharias también recluta con manipulaciones a la policía para sus intenciones corruptas, la cual, sin saberlo, le ayuda al respecto. Por el otro lado, Azad está decidido a no dárselas y se enfrenta a él con la restante banda. 
Finalmente, la banda y Azad deciden dárselas para poder irse del país, como les promete Azad a cambio de los diamantes, pero Azad consigue vengarse de él por lo que hizo dándole las esmeraldas escondidas para luego hacerle caer encima de él una montaña de comida para las gallinas sobre él y luego huir con lo que queda de su banda al exterior del país con la ayuda del barco que finalmente apareció y que se había retrasado mientras que Azad, víctima de su codicia, muere al respecto por ello, ya que puso el deseo de tener las esmeraldas por encima de su vida temporalmente en ese momento, lo que causó que no se concentrase a tiempo para salvar su vida ante esa situación.

## Reparto
- Jean Paul Belmondo - Azad
- Omar Sharif - Abel Zacharia
- Dyan Cannon - Lena
- Robert Hossein - Ralph
- Nicole Calfan - Helene
- Myriam Colombi - Madame Tasco
- José Luis De Villalonga - Monsieur Tasco
- Renato Salvatori - Renzi
- Marc Arian - Restauranteur

## Recepción
La obra cinematográfica fue un éxito de taquilla, sobre todo en Francia, donde rompió el récord de taquilla de la época. Además, recibió unas excelentes críticas, las cuales alabaron su condición de cine negro fusionado con el cine de acción.
Hoy en día la película ha sido valorada en portales cinematográficos y también por correspondientes críticos actuales. En IMDb, con aproximadamente 3100 votos registrados, el filme obtiene una media ponderada de 6,6 sobre 10. En cuanto a Rotten Tomatoes, los más de 100 votos registrados en ese portal le dieron una valoración media de 3,6 de 5, mientras que los 6 críticos registrados allí le dieron una valoración media de 6,2 de 10. También cabe destacar, que en La Vanguardia el 71 % de los usuarios registrados allí le dan una valoración positiva.